# Maminigui
 Maminigui è una città e sottoprefettura della Costa d'Avorio appartenente al dipartimento di Gohitafla. Conta una popolazione di 25 047 abitanti (censimento 2014).